# 路易·贝盖
路易·贝盖（法語：Louis Béguet，1894年12月7日—1983年3月2日），法国男子橄榄球运动员。他曾代表法国参加1924年夏季奥林匹克运动会橄榄球比赛，获得一枚银牌。